# Liftinstituut
Liftinstituut is een Nederlandse veiligheidsorganisatie die in 1933 werd opgericht met als doel de veiligheid liftsystemen te bevorderen. In 1956 werd het door de wet aangewezen om alle liften te keuren. Tegenwoordig keurt Liftinstituut een veelheid aan installaties, waaronder roltrappen.
Liftinstituut certificeert ook liften en machines, en is hiervoor aangewezen en geaccrediteerd binnen de Europese Unie (Notified Body). Liftinstituut heeft de volgende aanwijzingen:  
- Liftenrichtlijn 2014/33/EU
- Machinerichtlijn 2006/42/EC

Buiten Europa is Liftinstituut aangewezen als een "Accredited Elevator/Escalator Certification Organization" (AECO), en mag daarmee certificaten voor de Amerikaanse markt uitschrijven.